# Versicherungsbetriebe
Die vb Versicherungsbetriebe (Untertitel: „IT und Kommunikation in der Assekuranz“) war eine zeitweilig 6 Mal pro Jahr, im letzten vollen Erscheinungsjahr (2022) 5 Mal erscheinende deutsche Fachzeitschrift für Versicherungen. Eine Website sowie ein Newsletter ergänzten die Printausgabe. Als Sonderpublikation erschien zweimal jährlich CallCenter for Finance. Die letzte Print-Ausgabe erschien im Frühjahr 2023, der redaktionelle Betrieb wurde mit 30. Juni 2023 eingestellt. 